# Памятники Докучаевска
В Докучаевске находится ряд памятников.

## Список памятников и скульптурных композиций Докучаевска
| Фото | Год установки | Название                                                    | Авторы                                                       | Тема |
| ---- | ------------- | ----------------------------------------------------------- | ------------------------------------------------------------ | --- |
|      |               | Пещера в Докучаевске                                        |                                                              | Имела статус геологического памятника природы местного значения с 1984 по 2005 год.                                                                          |
|      |               | Аллея героев Докучаевска                                    |                                                              | |
|      |               | Памятник Докучаеву                                          | Бринь, Леонид Артемович                                      | Докучаев Василий Васильевич (1846—1903) — известный геолог и почвовед, в честь которого назван Докучаевск.                                                   |
|      | 2008          | Фонтан-памятник минералу доломит                            | Виктор Васильевич Пономарёв, Сергей Гульченко, Виктор Алёшин | Доломит — минерал, добываемый в карьерах Докучаевска. Докучаевский флюсо-доломитного комбинат — градообразующее предприятие.                                 |
|      |               | Братская могила воинов Красной Армии                        |                                                              | Великая Отечественная война |
|      |               | Памяти жертв Голодомора и политических репрессий            |                                                              | |
|      |               | Памятник Герою Советского Союза Лихолетову Петру Яковлевичу |                                                              | Лихолетов Пётр Яковлевич c 1924 по 1937 год жил в посёлке Еленовские Карьеры (теперь это город Докучаевск). В Великую Отечественную войну был лётчиком-асом. |